# 突撃!ナマイキTV
『突撃!ナマイキTV』（とつげき!ナマイキテレビ）は、東日本放送（khb）で毎週月 - 金曜日の9:55 - 11:05に放送されているローカル情報番組である。「ナマイキ」は「生（生放送）で行く」という意味で付けられている。

## 概要
2003年3月28日に東日本放送の夕方ワイド番組『夕方ワイドあなたにCue!』が終了した後、同年4月7日から時間帯を午前10時台に移動する形で新たに放送が開始された番組で、2021年3月まで宮城県では平日10時台唯一のローカル番組であった。司会は本間秋彦。
仙台市内の百貨店やスーパーから情報を届ける「デパスパ一番のり!」や、料理コーナー「ナマなキッチン」、毎週金曜に放送の「本間ちゃん流 方言講座」などの人気コーナーがあり、宮城の朝を代表する番組として多くの宮城県民に親しまれている。
2004年には祝日時の放送において放送時間を11:24まで延長し、スキー場や仙台港（この時は本間の趣味である釣り大会を開催）などからの中継が行われた。
2011年3月14日から同年3月25日にかけては、東日本大震災の報道特別番組によって放送が休止された。同年3月28日から、しばらくの間は10:30までの短縮版で放送し、「デパスパ一番のり!」などのレギュラーコーナーを休止して、震災に関係する生活情報などを放送した。
2003年4月7日の放送開始から、番組のアシスタントを担当してきた白澤奈緒子（東日本放送アナウンサー）は、第2子の出産を控えて産休に入るために、2012年7月17日の放送をもって番組を降板し、同年7月25日よりアシスタントは日替わり制となった。
2013年4月1日の放送で番組開始10周年を迎え、2015年4月8日の放送で放送回数3000回を迎えた。
2014年9月29日から、番組の放送時間が毎週月〜金曜日の9:55 - 11:05（従前より5分後拡大）に変更された。また、同年10月4日からは本番組の土曜版に相当する番組『ナマイキサタデー』の放送が開始されたが、同番組は2016年4月2日に番組名を『ナマサタ情報局』へと改題し、同年12月24日に終了した。
2021年10月1日は、本社社屋移転記念番組として30分拡大し、公開生放送を行った。また放送開始当初からテーマソングを歌っているINGRY'Sがゲスト出演した。
2022年4月4日から、「デパスパ一番のり！」の同時配信を東日本放送の公式YouTubeチャンネルにて開始。
2023年4月3日の放送で放送回数5000回を迎え、同年4月7日の放送で番組開始から20周年を迎えた。
2023年9月18日の放送の「ナマイキ調査隊」に於いて、動画配信サービス『SHOWROOM』を紹介した際、同コーナー内にて本番組の公式ルーム『突撃！ナマイキＲＯＯＭ』がSHOWROOM内に開設される事が発表された。本番組終了直後の11:15より第1回目の配信が行われ、メインMCの本間とアシスタントの重信友里アナ、ゲストの前田裕二SHOWROOM社長が参加した。
2023年9月25日の放送からテレビ朝日系列東北6県公式配信サイト『topo』にて見逃し配信開始。

## 出演者

### 現在
メインMC
- 本間秋彦（2003年4月7日 - ）[1]

アシスタント
番組開始当初は東日本放送アナウンサーの白澤奈緒子が担当していたが、2008年3月に最初の産休に入ったのを機に岩手佳代子に交代した。白澤は2010年3月に復帰して2年4ヶ月ほど務めたが、2回目の産休に入って番組を降板し、以降はアシスタントは日替わり制となった。2014年3月31日から2015年3月27日までは月・火曜日と水～金曜日とでアシスタントが入れ替わる形となり、2015年3月30日からは月 - 水曜日と木・金曜日とでアシスタントが入れ替わる形となった。
| 期間 | 期間          | 月曜日       | 火曜日       | 水曜日     | 木曜日     | 金曜日        |
| --- | ------------- | ------------ | ------------ | ---------- | ---------- | ------------- |
| 2003年4月7日 | 2008年3月28日 | 白澤奈緒子   | 白澤奈緒子   | 白澤奈緒子 | 白澤奈緒子 | 白澤奈緒子    |
| 2008年3月31日 | 2010年3月26日 | 岩手佳代子   | 岩手佳代子   | 岩手佳代子 | 岩手佳代子 | 岩手佳代子    |
| 2010年3月29日 | 2012年7月17日 | 白澤奈緒子   | 白澤奈緒子   | 白澤奈緒子 | 白澤奈緒子 | 白澤奈緒子    |
| 2012年7月25日 | 2013年3月29日 | 佐藤智恵子1  | なべくらみほ | 若月貴代   | 高野萌     | あさだのりこ2 |
| 2013年4月1日 | 2014年3月28日 | 高山香織3    | なべくらみほ | 竹内真理   | 高野萌     | 若月貴代      |
| 2014年3月31日 | 2015年3月27日 | なべくらみほ | なべくらみほ | 高山香織3  | 高山香織3  | 高山香織3     |
| 2015年3月30日 | 2016年4月1日  | 阿部美里     | 阿部美里     | 阿部美里   | 森遥香4    | 森遥香4       |
| 2016年4月4日 | 2017年3月31日 | 森遥香4      | 森遥香4      | 森遥香4    | 阿部美里   | 阿部美里      |
| 2017年4月3日 | 2018年3月30日 | 森遥香4      | 森遥香4      | 森遥香4    | 山口祥未5  | 山口祥未5     |
| 2018年4月2日 | 2019年3月29日 | 糸井文菜     | 糸井文菜     | 糸井文菜   | 山口祥未5  | 山口祥未5     |
| 2019年4月1日 | 2021年3月26日 | 糸井文菜     | 糸井文菜     | 糸井文菜   | 糸井文菜   | 糸井文菜      |
| 2021年3月29日 | 2022年3月31日 | 糸井文菜6    | 糸井文菜6    | 糸井文菜6  | 重信友里   | 重信友里      |
| 2022年4月1日 | 2023年3月31日 | 重信友里     | 重信友里     | 重信友里   | 重信友里   | 重信友里      |
| 2023年4月3日 | 2024年3月29日 | 重信友里     | 坪北奈津美   | 重信友里   | 坪北奈津美 | 重信友里      |
| 2024年4月1日 | 2025年3月28日 | 重信友里     | 重信友里     | 重信友里   | 重信友里   | 重信友里      |
| 2025年3月31日 | 現在          | 野口ちひろ   | 野口ちひろ   | 野口ちひろ | 野口ちひろ | 岩間瞳        |
| 備考 - 太字は東日本放送アナウンサー（出演当時を含む）、それ以外はフリーアナウンサー。 - 1 「デパスパ一番のり」水曜日担当を兼務 - 2 「デパスパ一番のり」月曜日担当を兼務 - 3 2015年4月からは東日本放送アナウンサー - 4 2015年3月まではリポーターとして出演 - 5 2017年3月まではリポーターとして出演、2012年11月 - 2014年3月は「デパスパ一番のり」木曜日担当を兼務 - 6 「デパスパ一番のり」金曜日担当を兼務 |               |              |              |            |            |               |

ナマなキッチン
- 横須賀まな美（月曜 - 水曜）
- ホテルメトロポリタン仙台各料理長（木曜）[注 3]
- ムッシュ マスノアルパジョン石巻総本店・栗生店チーフパティシエ、ABC Cocking Stadioインストラクター（金曜）[注 3]

お天気情報
- 高橋香純（ウェザーマップ）（2020年4月10日 - ）

デパスパ一番のり
- 宮田敬子（月曜日、2018年4月2日 - ）
- なべくらみほ（火曜日、2015年3月30日 - 、2018年3月までは月・火曜日担当）
- 白澤奈緒子（水曜日、2020年4月1日 - 、KHBアナウンサー）
- 坪北奈津美（木曜日、2020年4月3日 - 、KHBアナウンサー）
- 小口ひとみ（金曜日、2023年2月3日 - 、フリーアナウンサー）

リポーター
- ストロングスタイル（ティーライズ所属）
- 島田周彦（ティーライズ所属）
- 星礼美
- まつトミ
- いいね（グレープカンパニー所属）

ミニコーナー
- 竹田純
- 新崎人生（プロレスラー、みちのくプロレス所属）
- センズ姉さん

### 過去の出演者
お天気情報
- 大江和美（日本気象協会東北支局）（ - 2010年3月26日、「ゴゴ天」担当）
- 奈良岡希実子（日本気象協会東北支局）（2010年3月29日 - 2014年3月28日）
- 樋口康弘（日本気象協会東北支局）（2014年3月31日 - 2015年3月27日）
- 綾木紫乃（日本気象協会東北支局）（2015年3月30日 - 8月21日）
- 内藤俊太郎（ウェザーマップ）（2017年4月3日 - 2019年3月29日）
- 冨永幸（ウェザーマップ）（2017年4月 - 2019年3月1日）
- 寺嶋由利子（ウェザーマップ）（2019年4月1日 - 2020年3月27日）

デパスパ一番のり
- 菅原ゆうこ（ - 2010年3月26日、火曜日担当）
- 野口あき子（2003年4月 - 2010年3月26日、金曜日担当）
- ふじポン（2008年3月31日 - 2010年12月23日、木曜日担当）
- なつみ（チェリブロ）（ - 2012年10月25日、木曜日担当）
- あさだのりこ（ - 2014年3月、月曜日担当、2012年7月 - 2013年3月は金曜アシスタント兼務）
- 河野珠実（ - 2012年3月27日、火曜日担当。2015年10月1日- 2018年3月29日、木曜日担当）
- 菅野紀子（2012年4月 - 2014年3月、火曜日担当）
- 山口祥未（2012年11月 - 2014年3月、木曜日担当
- 佐藤智恵子（ - 2014年3月、水曜日担当、2012年7月 - 2013年3月は月曜アシスタント兼務）
- 岩手佳代子（2010年4月2日 - 2014年3月28日、金曜日担当）
- 齋藤幸恵（2014年4月 - 9月、月曜日担当
- 中野美咲（2014年4月 - 9月、木曜日担当）
- 庄司由加（2014年4月 - 2015年3月24日、火曜日担当）
- 真野みづほ（2014年4月 - 2015年3月25日、水曜日担当）
- 阿部未来（2014年10月 - 2015年3月23日、月曜日担当）
- 江利塚たまみ（2014年10月 - 2015年3月26日、木曜日担当）
- 千葉めぐみ（2015年4月1日 - 2020年3月25日、水曜日担当（2015年9月24日までは水・木曜日担当））
- 風間みなみ（2018年4月5日 - 2020年3月26日、木曜日担当）
- きぬ（2014年4月 -2020年3月27日、金曜日担当）
- 重信友里(KHBアナウンサー)（2020年4月2日  -2021年3月26日、金曜日担当）

リポーター
- 菅原美話（MOC所属）
- かれん（MOC所属）
- 安藤智夏（MOC所属）
- 桜木莉奈（仙台SOS所属）
- 鈴木美奈子（MOC所属）
- 松井実那子（MOC所属）
- 茂庭睦（仙台SOS所属）
- 新宮美咲
- 滝井晴香
- 高野真弓
- あどばるーん
- 遠藤美和（Fashion Studio Model Agency所属）
- 稲妻まどか（Fashion Studio Model Agency所属）
- 若槻麻美
- 柴田あゆみ
- 久保田祐子
- アダル（ネパール出身）
- カラカ・シャム（ネパール出身）
- サーリス・ナージム（ガーナ出身）
- 岩崎心平（KHBアナウンサー）
- 高木玲（KHBアナウンサー）
- 渋佐和佳奈（KHBアナウンサー）
- あべだいち（元・ハンプティダンプティ）（ - 2010年5月26日、リポーター・「園児でGO!」担当）
- あやか（チェリブロ）（ - 2010年8月24日、リポーター、結婚のため番組を降板）
- なつみ（チェリブロ）（ - 2012年10月25日、リポーター・「デパスパ一番のり」木曜日担当、産休のため番組を降板）
- シャベルカー（ティーライズ所属）
- 河野珠実（2012年3月27日まではリポーターと「デパスパ一番のり」火曜日担当、最初の産休に伴う番組の一時降板を経て2014年3月からリポーターとして復帰し、2015年1月22日の番組放送後から2回目の産休に入った後[注 4]、同年8月6日から再び復帰、同年10月1日からは「デパスパ一番のり」木曜日担当を兼務。2018年3月29日の番組放送後から3回目の産休に入る）

## 主なコーナー
| 月曜日 | イオンモール新利府南館 | 仙台ロフト         |
| 火曜日 | IKEA                   | セルバ             |
| 水曜日 | 仙台パルコ             | 仙台三越           |
| 木曜日 | アエル                 | ザ・モール仙台長町 |
| 金曜日 | 藤崎                   | エスパル仙台店     |

- デパスパ一番のり
仙台市内にある百貨店や大型スーパーからの中継コーナー。中継先は曜日ごとに固定されている。
毎回、視聴者に抽選で、実際に中継で紹介した商品などのプレゼントを行っている。当日の時間内にFAXおよびEメールで応募した視聴者に対して、放送中に2回抽選が行われる。抽選後は当選者へ電話をつなぎ、当選者は放送中に発表されるキーワードをその場で答えなければプレゼントを得ることができない。当選者がキーワードを答えられなかった場合や、電話の呼び出し音が5回鳴る以内に当選者が電話に出ない場合には、改めて抽選が行われる。1回目のキーワード発表は中継先で、2回目のキーワード発表は1回目の抽選後にスタジオにて行われる。
2008年3月31日から2009年10月2日までは、コーナーを前半と後半の2回に分けて、後半部分は「デパスパおかわり」として放送された。
2009年4月24日から同年10月2日までは、放送中に3回抽選が行われていた。3回目は前の2回とはプレゼントする商品が異なり「デパスパおかわり」の中で発表され、キーワードはないが、ハガキのみの応募とされていた。
2015年3月30日から同年5月29日までは、放送中における抽選が2回から1回に変更されたものの、同年6月1日からは再び抽選回数が2回へと戻された。
当初、月曜日はダイエー泉店からの中継となっていたが、ダイエー泉店が閉店されて以降はダイエー仙台店からの中継となった[注 6]。
なお、全国高校野球宮城大会などの特別番組で番組が休止された際には、このコーナーのみ9:55 - 10:00の5分間番組として放送された。

- 今日の特集（月〜木曜日）
リポーターがグルメ情報や観光情報などを紹介するコーナー。本間秋彦や横須賀真奈美も時折リポーターとして登場することがある。夏季の木曜日には「お仕事こんにちは」という河野珠実によるさまざまな職業の体験リポートのシリーズや、冬季の木曜日には「温泉女」というセンダイガールズプロレスリングの所属レスラーによる温泉リポートのシリーズが紹介されたこともある。

- ナマなキッチン 
横須賀が実際にスタジオにて調理しながら料理レシピを紹介するコーナー。2011年9月までは本間も共に登場しており、その後は横須賀が単独でコーナーを担当するようになったが、2014年4月から再び本間もコーナーに登場して調理を担当している。当初は、金曜日には酒のおつまみ（月1回は薬膳料理）を紹介していた。横須賀が不在の場合には事前に収録している。料理が完成した後にはスタジオ内の出演者が試食する。横須賀の不在時や短縮放送時にはその場で試食する。
2014年10月からは、横須賀の代わりにパティシエが登場して、スタジオにて調理しながら菓子レシピを紹介するコーナー「ナマなスイーツ」が不定期で放送されるようになり、2015年に入ってからは毎週金曜日に同内容のコーナーが放送されている。
また、2016年5月19日からは毎週木曜日に、横須賀の代わりにホテルメトロポリタン仙台に所属するシェフが登場して料理レシピを紹介するようになっている。

- お天気情報
当日の天気予報を伝える。かつては「ゴゴ天」というコーナー名で、大江和美が担当していた時期は大江自身が手書きしたフリップを使用して天気予報を伝えていた。

- 本間ちゃん流方言講座（金曜日）[1]
本間が視聴者から寄せられた方言（宮城弁）に関する疑問に答えるコーナー。コーナーは前半と後半に分かれており、前半では視聴者からハガキで寄せられた疑問に本間が答え、後半では視聴者から送られた方言で書かれた川柳を紹介する[1]。当初は、後半で視聴者から送られてきた方言の歌詞で本間がラップを披露していたが、視聴者からの応募が少なくなったため、現在はハガキの紹介のみとなっている。

- ナマイキシアター（金曜日）
白澤奈緒子、坪北奈津美(どちらもKHBアナウンサー、週替りで出演)が話題の映画を紹介するコーナー。かつては「映画ノススメ」というコーナー名で、2015年4月3日からコーナー名が変更された。

- 知って納得! ナマイキ法律相談室（不定期）
アディーレ法律事務所に所属する弁護士を迎えて、法律にまつわる身の回りの素朴な疑問について取り上げるコーナー。

- 突撃生中継!行ってみよう（不定期）
行楽地などからの中継コーナー。KHBアナウンサーがリポーターを担当する。

- ストロングスタイルのおかずの大将放浪記（不定期）
ストロングスタイルの伊藤隆がドラマ『裸の大将放浪記』の山下清を模した人物に扮して、米飯に合うおかずを求めて、相方の糸賀清和と共に宮城県内を放浪するコーナー。訪問した家ごとにその家庭の自慢のおかずを食して回り、御礼として伊藤がその場で描いた絵を贈る。2014年9月23日から開始された。

### 終了したコーナー
- タイムサービス情報・買い得情報
「デパスパ一番のり」とは別の店のタイムサービス情報を紹介していた。
- コレいいね
東北6県と新潟県から取り寄せた商品を視聴者にプレゼントするコーナー。
- うめどセレクション
宮城県内の物産品を生産者の思いを交えながら紹介するコーナー。2011年11月28日から開始された。
- 島田がGO!
島田周彦が宮城県内でインタビューしたVTRからクイズを出題するコーナー。島田以外のスタジオ内の出演者が解答する。2010年3月までは幼稚園内での園児の様子をリポートする中からクイズを2問出題（2週で1つの幼稚園を紹介する）しており、コーナー名は「園児でGO!」であったが、以降も不定期で時折「園児でGO!」として放送されていた。2010年4 - 5月は「ハンプがGO!」というコーナー名だった。2010年5月26日まではハンプティダンプティとして島田がコンビの相方であるあべだいちと2人で担当していたが、あべが番組を降板して以降は島田が1人でコーナーを担当した。コンビで担当していた時期には、このコーナーの前に放送されるCMの前に、ハンプティダンプティが短いコントを披露していた。
- 突撃! ナマイキカメラ（主に火曜日）
視聴者から寄せられた情報に基づき、東日本放送の若手アナウンサーが現地へと赴いて取材するコーナー。
- シンデレラの部屋（木曜日）
視聴者からの相談に対してニューハーフ3人組が答えるコーナー。
- みわのMamaCoco（水曜日）
菅原美話とかれんの母娘が出演し、地元出版社プレスアート発行の子育て支援雑誌『mama*coco』とのタイアップで、子連れでも楽しめるスポットやショップを紹介していた。
- ストロングスタイルのそれならデキます!（主に水曜日）
ストロングスタイルの2人が身近な疑問を調べたり、観光地やグルメなどの取材を行うコーナー。店舗や料理などの紹介だけではなく、ボイストレーニングによる歌唱力の向上に挑戦したり、競走馬を飼育する牧場の手伝いへと出向いたこともある。
- 地元遺産（主に水曜日）
宮城県内の市町村における後世に伝えたい場所やグルメを紹介するコーナー。2013年12月12日から開始された。
- 天才ミュージアム（木曜日）
子どもが作った作品を紹介するコーナー。
- さいかいろーど（木曜日）
島田が東日本大震災以降の宮城県内の被災地域において、地域復興のために尽力している人々や地域の現況をリポートするコーナー。2012年5月24日から開始された。
- 俺の一杯（月 - 木曜）
宮城県内のラーメン店を紹介するコーナー。
- 佳代子の週末チェック（金曜日）
岩手が週末に宮城県内で行われるイベント情報を紹介するコーナー。
- なおこの行ってみよう〜イベント（金曜日・不定期） 
白澤が週末に行われるイベントを紹介するコーナー。
- めんこいな～ （不定期）
視聴者から応募された「めんこい（かわいい）」写真を紹介するコーナー。一時期休止された後は不定期で放送された。
- ミニコーナー
番組の後半における小コーナーで、ガーデニングについての情報を紹介する「お庭美和」や、ランチ情報を紹介する「今日のランチ」、ケーキなどについての情報を紹介する「幸せスイーツ」、パンについての情報を紹介する「推しパン」といった日替わりの内容で構成されていた。2014年8月11日から開始された。